# Melt+Yeh Yeh Yeh
"Melt+Yeh Yeh Yeh" é o terceiro single do álbum Reason da cantora Melanie C, lançado em 2003.

## Faixas
UK Single - CD1
1. "Melt"
2. "Yeh Yeh Yeh" (Radio Mix)

UK Single - CD2
1. "Melt"
2. "Yeh Yeh Yeh" (Radio Mix)
3. "Knocked Out"
4. "Yeh Yeh Yeh" (Vídeo)

German Single
1. "Yeh Yeh Yeh" (Radio Mix)
2. "Knocked Out"
3. "Yeh Yeh Yeh" (Shanghai Surprise Remix)

## Desempenho nas paradas musicais
| Parada musical (2003)    | Posição |
| ------------------------ | ------- |
| UK Singles Chart         | 27      |
| Portuguese Singles Chart | 19      |
| Italian Singles Chart    | 38      |
| German Singles Chart     | 63      |
| Austrian Singles Chart   | 27      |
| Australian Singles Chart | 9       |
| Spanish Singles Chart    | 13      |